# 삼포트

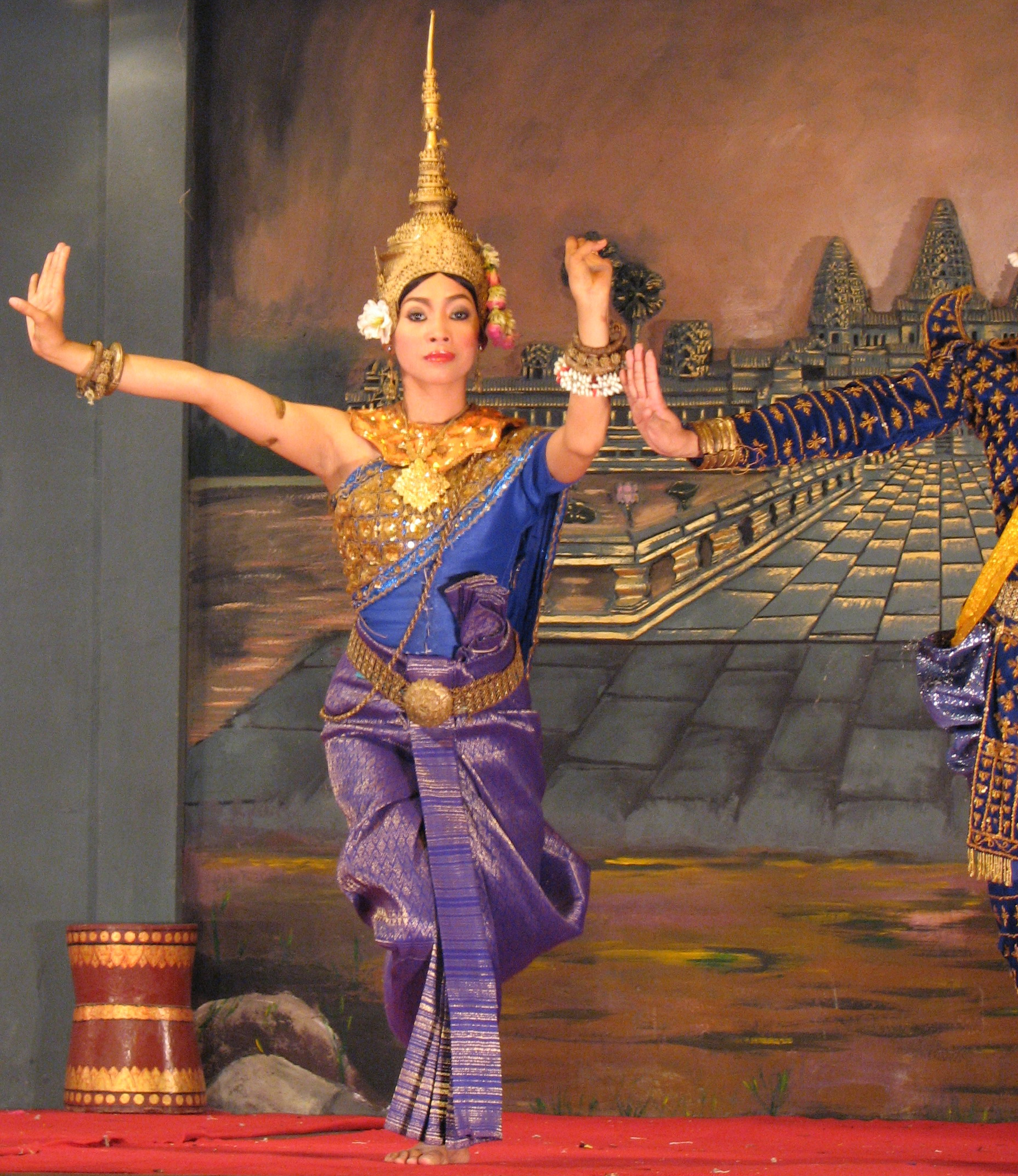
전통 크메르춤을 추고 있는 한 여성. 삼포트를 입고 있다. (시암의 통치 아래)

삼포트 (សំពត់, saṃbát)는 길고 사각형을 띠는 크메르족 문화의 전통 복식으로 하반신을 덮는 옷이다. 보통 하반신에 둘러서 접어 입는데 그 방식은 다양하다. 전통 방식은 남아시아의 도티(dhoti)와 아주 흡사하다. 라오스와 태국에서도 pha nung (ผ้านุ่ง)이라 하여 착용한다.

## 옷감
캄보다아에는 실크 주산지가 세 곳 있다. 이카트 실크, 홀, 웨프트 이카트 실크가 이에 해당한다. 그 무늬는 자연 직물을 지어서 만드는 것으로 실을 꼬아다가 후에 염색을 한다. 염색을 여러 번 하여 그 무늬가 천에 완전히 들어갈 때까지 작업한다. 보통 한 옷에 색은 5종류 정도가 사용된다. 빨간색, 노란색, 초록색, 파란색, 검은색 등이 가장 널리 사용된다. 삼포트 홀은 하반신에 입는 옷이자 섬뽀트 창 벤(sampot chang kben)으로 쓴다.

## 변형
계급에 따라 섬뽀트의 변형이 많이 일어난다. 보통의 섬뽀트 중에서 사롱으로 알려진 옷은 보통 하층민에서 착용한다. 대략적으로 1.5 m 정도이며 허리춤에서 묶어서 앞에 오게 한다.

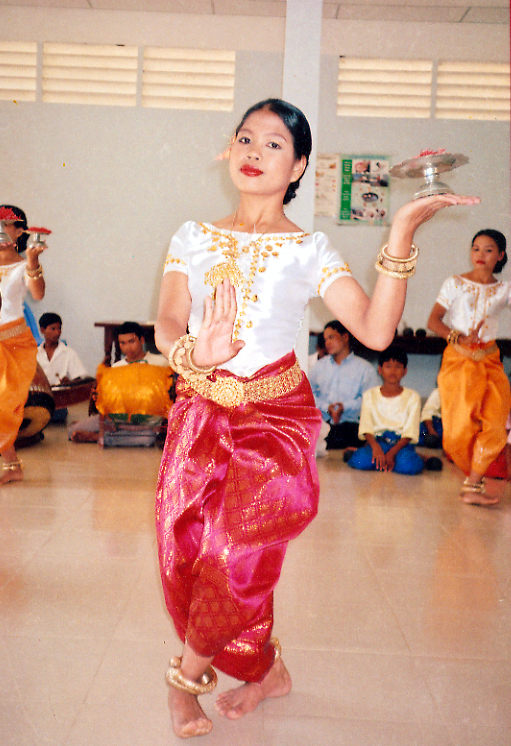
섬뽀트를 입은 무희

- Sampot Phamuong (សំពត់ផាមួង ALA-LC: saṃbát phā muaṅg, 섬뽀트 파무엉)이라고도 부리며 크메르 전통 직물을 사용하여 여러 종류가 존재한다. 1가지 색으로만 짓는 경우도 있으며 직물을 짜서 입는다. 사용 색에는 현재까지 52종이 있다.

Sampot Hol (សំពត់ហូល ALA-LC: saṃbát hūl)은 전형적인 전통 형태의 삼포트이다. 삼포트 홀은 인도의 영향을 받았으며 오랜 시간동안 캄보디아 고유의 색채를 띠고 그 직물의 짓는 방식도 다채로워졌다. 200종이 넘는 그 무늬가 존재하며 3종에서 5종의 색이 사용된다. 무늬는 기하학적 특성을 띠며 동물과 꽃에서 영감을 얻는 경우도 많다.

## 일상생활
삼포트는 캄보디아 전역에 널리 착용된다. 프랑스가 서구 문명을 도입하긴 했지만 캄보디아인들은 삼포트를 계속하여 착용했다. 왕실과 정부 관리들은 삼포트 창 벤을 공식 의상으로 착용한다. 여전히 많은 캄보디아인들이 착용하며 지방의 경우 하층민일수록 그 편리함 덕분에 많이 사용한다.

## 같이 보기
- 사롱